# Ogóły
Ogóły – wieś w Polsce położona w województwie podlaskim, w powiecie białostockim, w gminie Czarna Białostocka.
W latach 1975–1998 miejscowość administracyjnie należała do województwa białostockiego.
Wierni kościoła rzymskokatolickiego należą do parafii Matki Bożej Anielskiej w Czarnej Wsi.

## Bitwa pod Ogółami
8 lipca 1945 pod Ogółami miała miejsce bitwa pomiędzy zgrupowaniem partyzanckim AKO „Piotrków”, dowodzonym przez mjr. Aleksandra Rybnika ps. „Jerzy” (w sile ok. 200 ludzi), a dwukrotnie liczniejszymi siłami 1 Pułku Piechoty Ludowego Wojska Polskiego oraz Urzędu Bezpieczeństwa. Partyzantom udało się wyrwać z okrążenia i wycofać przez otaczające bagna przy minimalnych stratach własnych. Bitwa pod Ogółami była jedną z największych bitew partyzanckich na Białostocczyźnie.